# Interzonenturnier Petrópolis 1973
Das Interzonenturnier Petrópolis 1973 wurde von Juli bis August 1973 als Rundenturnier mit 18 Teilnehmern in der brasilianischen Großstadt Petrópolis ausgetragen. Es wurde vom Weltschachbund FIDE organisiert und sollte die Teilnehmer der Kandidatenwettkämpfe zur Schachweltmeisterschaft 1975 ermitteln. 

## Abschlusstabelle
|    | Teilnehmer          | 01 | 02 | 03 | 04 | 05 | 06 | 07 | 08 | 09 | 10 | 11 | 12 | 13 | 14 | 15 | 16 | 17 | 18 | Punkte |
| -- | ------------------- | -- | -- | -- | -- | -- | -- | -- | -- | -- | -- | -- | -- | -- | -- | -- | -- | -- | -- | ------ |
| 01 | Henrique Mecking    |    | ½  | ½  | ½  | 1  | ½  | ½  | 1  | ½  | ½  | 1  | ½  | ½  | 1  | ½  | 1  | 1  | 1  | 12     |
| 02 | Efim Geller         | ½  |    | ½  | ½  | ½  | 1  | ½  | ½  | ½  | 1  | ½  | ½  | 1  | 1  | 0  | 1  | 1  | 1  | 11½    |
| 03 | Lew Polugajewski    | ½  | ½  |    | 1  | ½  | ½  | ½  | ½  | ½  | ½  | ½  | 0  | 1  | 1  | 1  | 1  | 1  | 1  | 11½    |
| 04 | Lajos Portisch      | ½  | ½  | 0  |    | ½  | ½  | ½  | ½  | 1  | ½  | 1  | ½  | 1  | ½  | 1  | 1  | 1  | 1  | 11½    |
| 05 | Wassili Smyslow     | 0  | ½  | ½  | ½  |    | 0  | 1  | ½  | ½  | 1  | ½  | ½  | 1  | 1  | ½  | 1  | 1  | 1  | 11     |
| 06 | Dawid Bronstein     | ½  | 0  | ½  | ½  | 1  |    | 0  | ½  | ½  | 1  | 1  | 1  | ½  | 1  | ½  | 1  | 1  | 0  | 10½    |
| 07 | Vlastimil Hort      | ½  | ½  | ½  | ½  | 0  | 1  |    | 1  | 0  | 0  | 1  | ½  | ½  | ½  | 1  | ½  | 1  | 1  | 10     |
| 08 | Wolodymyr Sawon     | 0  | ½  | ½  | ½  | ½  | ½  | 0  |    | ½  | 0  | 1  | 1  | ½  | ½  | 1  | 1  | ½  | 1  | 9½     |
| 09 | Borislav Ivkov      | ½  | ½  | ½  | 0  | ½  | ½  | 1  | ½  |    | ½  | ½  | ½  | ½  | ½  | ½  | 1  | ½  | ½  | 9      |
| 10 | Ljubomir Ljubojević | ½  | 0  | ½  | ½  | 0  | 0  | 1  | 1  | ½  |    | 0  | 1  | ½  | 0  | 1  | ½  | 1  | 1  | 9      |
| 11 | Samuel Reshevsky    | 0  | ½  | ½  | 0  | ½  | 0  | 0  | 0  | ½  | 1  |    | 1  | ½  | ½  | 1  | 1  | ½  | 1  | 8½     |
| 12 | Óscar Panno         | ½  | ½  | 1  | ½  | ½  | 0  | ½  | 0  | ½  | 0  | 0  |    | ½  | ½  | ½  | ½  | 1  | 1  | 8      |
| 13 | Paul Keres          | ½  | 0  | 0  | 0  | 0  | ½  | ½  | ½  | ½  | ½  | ½  | ½  |    | ½  | ½  | 1  | 1  | 1  | 8      |
| 14 | Florin Gheorghiu    | 0  | 0  | 0  | ½  | 0  | 0  | ½  | ½  | ½  | 1  | ½  | ½  | ½  |    | 1  | ½  | ½  | 1  | 7½     |
| 15 | Peter Biyiasas      | ½  | 1  | 0  | 0  | ½  | ½  | 0  | 0  | ½  | 0  | 0  | ½  | ½  | 0  |    | ½  | 1  | 1  | 6½     |
| 16 | Tan Lian Ann        | 0  | 0  | 0  | 0  | 0  | 0  | ½  | 0  | 0  | ½  | 0  | ½  | 0  | ½  | ½  |    | ½  | 0  | 3      |
| 17 | Werner Hug          | 0  | 0  | 0  | 0  | 0  | 0  | 0  | ½  | ½  | 0  | ½  | 0  | 0  | ½  | 0  | ½  |    | ½  | 3      |
| 18 | Shimon Kagan        | 0  | 0  | 0  | 0  | 0  | 1  | 0  | 0  | ½  | 0  | 0  | 0  | 0  | 0  | 0  | 1  | ½  |    | 3      |

## Turnier um Platz 2 und 3
Unter den punktgleichen Spielern waren zwei weitere Teilnehmer für die Kandidatenwettkämpfe zu ermitteln. Dieses Turnier fand im September 1973 in Portorož statt. Dabei traf jeder der drei Spieler viermal auf seine beiden Gegner. 
Portisch sicherte sich mit großem Vorsprung den Sieg, Polugajewski sicherte sich mit Platz 2 ebenfalls die Teilnahme an den Kandidatenmatches. 
| Name             | 1 | 1 | 1 | 1 | 2 | 2 | 2 | 2 | 3 | 3 | 3 | 3 | Gesamt |
| ---------------- | - | - | - | - | - | - | - | - | - | - | - | - | ------ |
| Lajos Portisch   |   |   |   |   | 1 | 1 | ½ | ½ | ½ | 1 | ½ | ½ | 5½     |
| Lew Polugajewski | 0 | 0 | ½ | ½ |   |   |   |   | 1 | 1 | 0 | ½ | 3½     |
| Efim Geller      | ½ | 0 | ½ | ½ | 0 | 0 | 1 | ½ |   |   |   |   | 3      |